# Ticuna

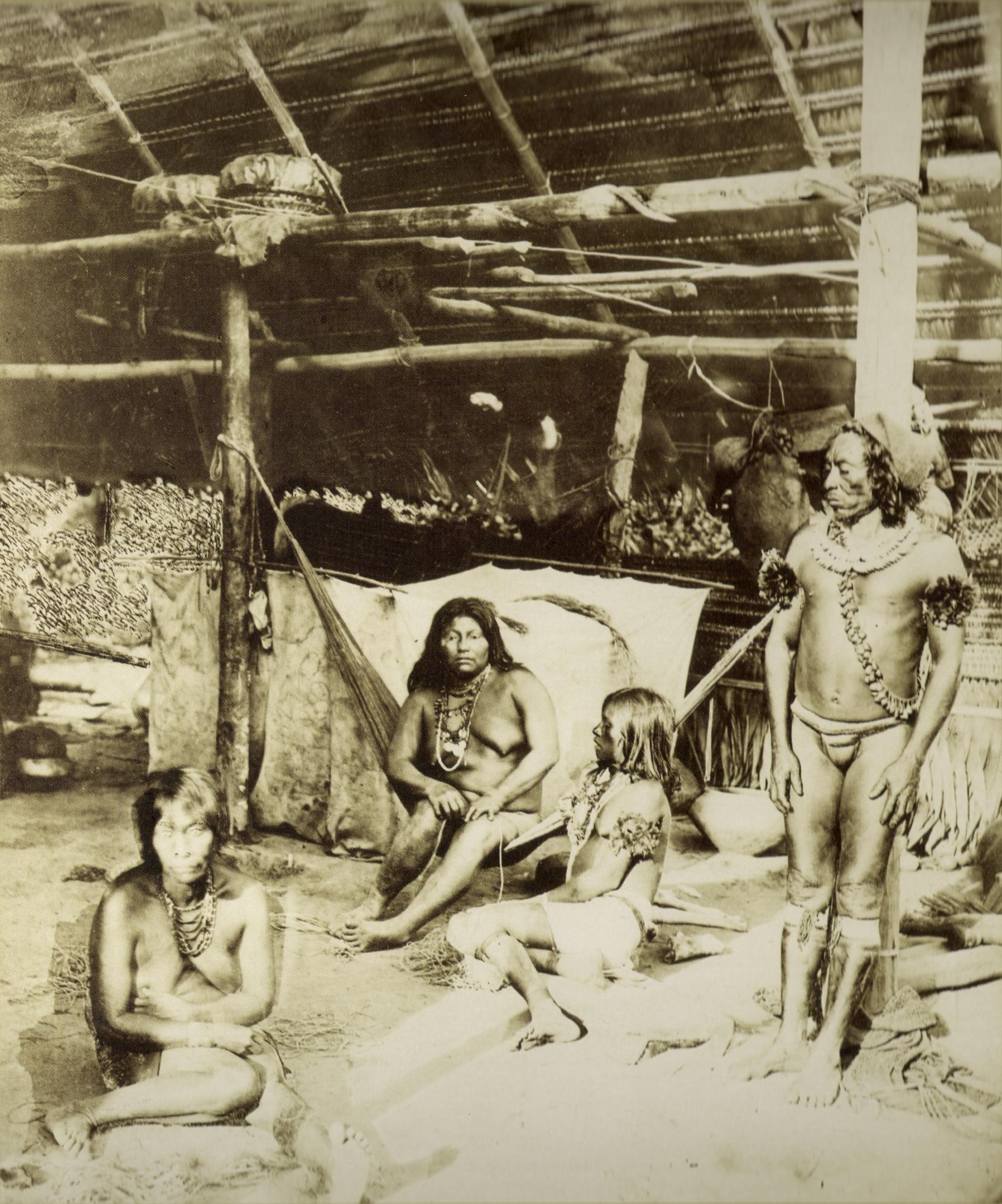
Ticuna-Indianer am Amazonas, um 1865.

Die Ticuna, auch Tikuna, Tukuna und in ihrer Eigenbezeichnung Magüta, bezeichnet ein indigenes Volk, das in der Region der Tres Fronteras – im brasilianischen Bundesstaat Amazonas und im angrenzenden Gebiet von Peru und Kolumbien – lebt. Ihre traditionelle Sprache, das Ticuna, gilt als isolierte Sprache.
Gemäß statistischen Daten aus Brasilien (Instituto Brasileiro de Geografia e Estatística) von 1998 leben 32.613 Ticuna verteilt in 25 indigenen Territorien am Oberlauf des Rio Solimões. Eins dieser Territorien ist Terra Indígena Lago do Beruri in der Gemeinde Beruri. In Peru registrierte die Volkszählung von 1993 nur 1787 Ticuna, jedoch wurden nur Daten von 11 der 18 existierenden Gemeinden einbezogen. In Wirklichkeit wird die Bevölkerungszahl auf ca. 5000–6000 geschätzt (Goulard, 1994). In Kolumbien leben 6.585 Ticuna (Arango y Sánchez, 1997). Ihr Wohngebiet teilen sie mit anderen Ethnien wie den Bora, Cocama, Huitoto und Yagua.
Ticunas sind bekannt für ihre Maskenkunst und Zeremonialgewänder aus Federn.

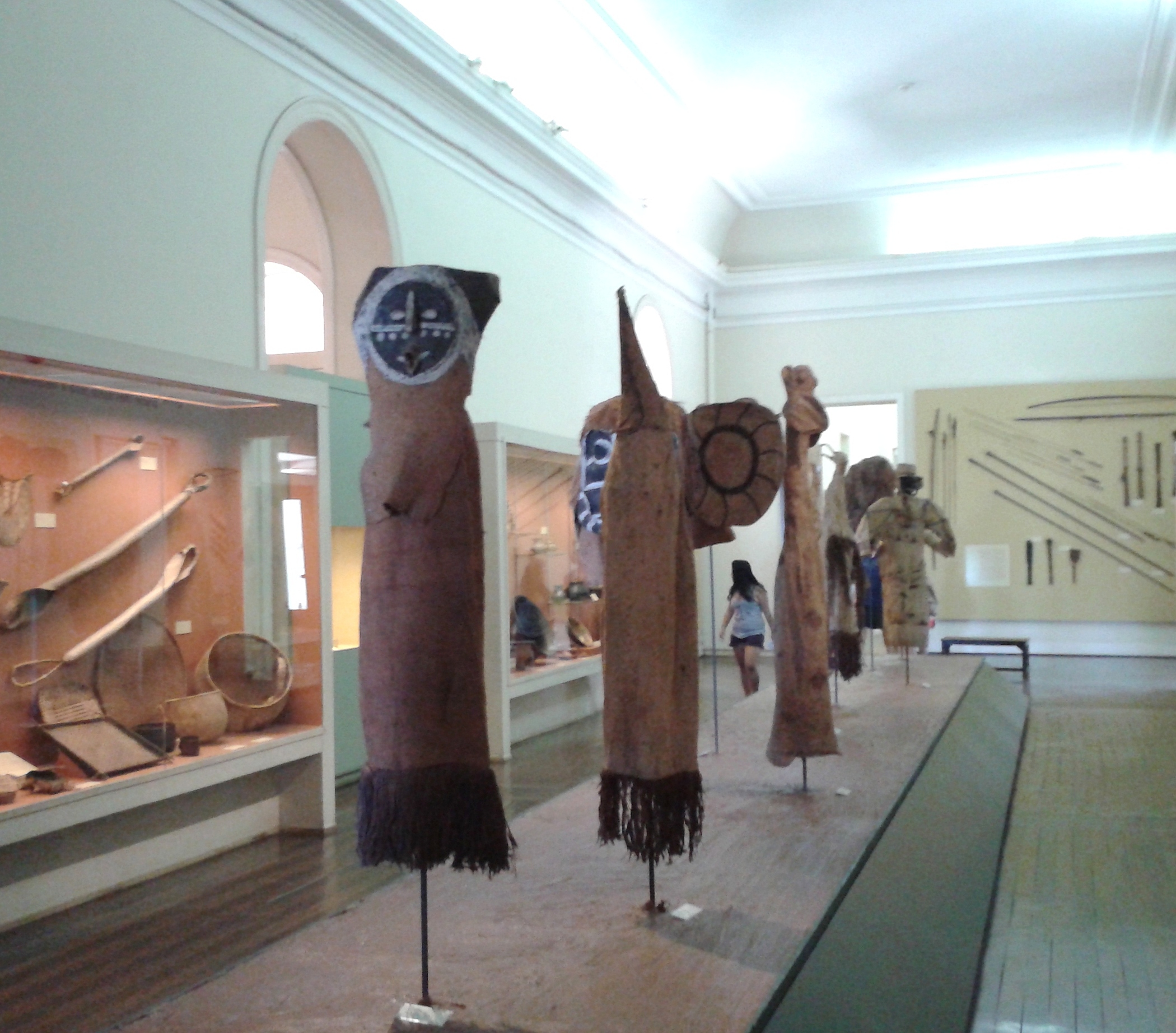
Eine Reihe von Ticuna-Masken (Museu Nacional da Universidade Federal do Rio de Janeiro)
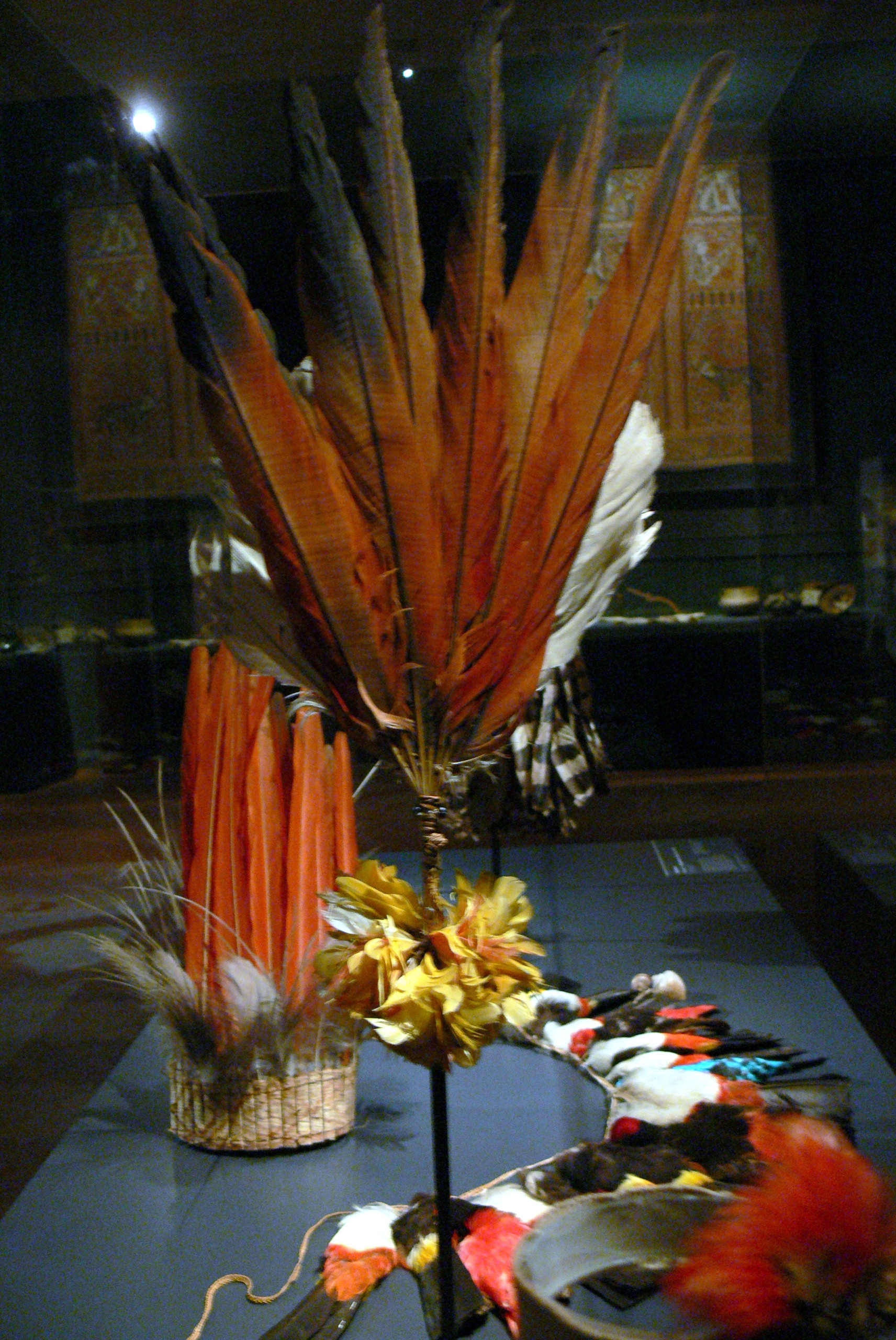
Federschmuck, Museum für Völkerkunde (Wien).
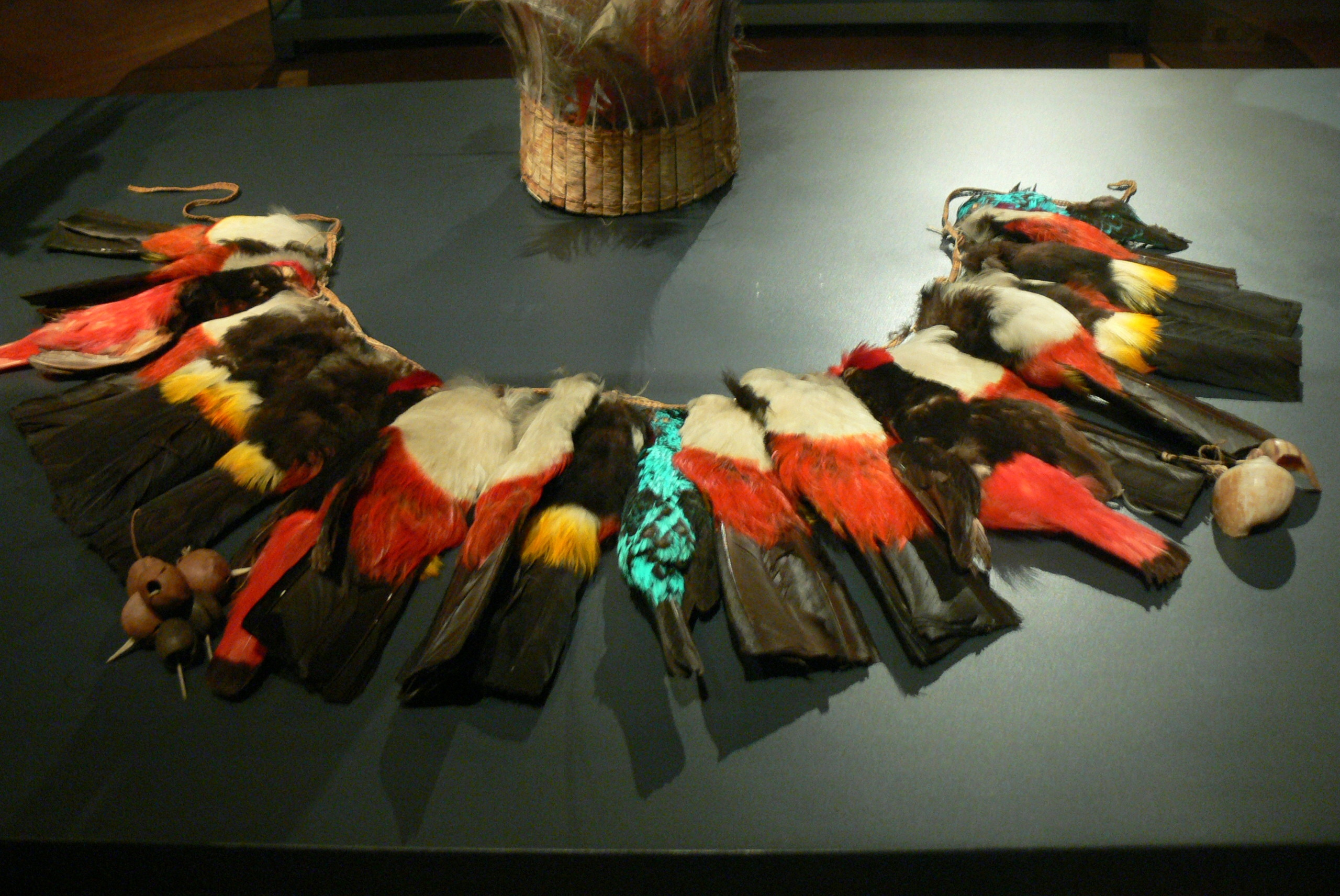
Federschmuck, Museum für Völkerkunde (Wien).
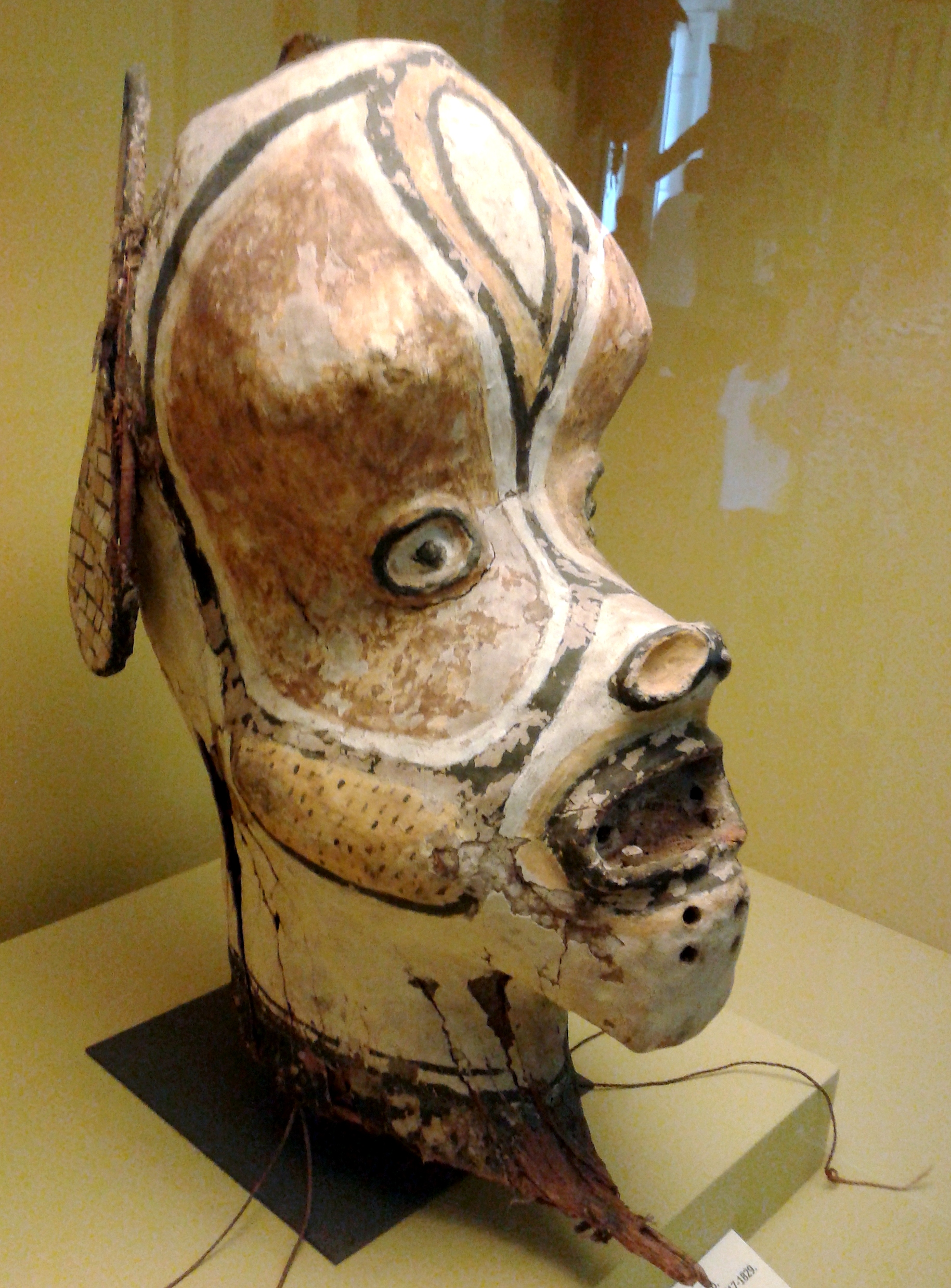
Maske, einen Affen darstellend (Museu Nacional da Universidade Federal do Rio de Janeiro)